# العلاقات الألمانية المالطية
العلاقات الألمانية المالطية هي العلاقات الثنائية التي تجمع بين ألمانيا ومالطا.

## مقارنة بين البلدين
هذه مقارنة عامة ومرجعية للدولتين:
| وجه المقارنة                                              | ألمانيا                                                                              | مالطا                                                     |
| --------------------------------------------------------- | ------------------------------------------------------------------------------------ | --------------------------------------------------------- |
| المساحة (كم2)                                             | 357.41 ألف                                                                           | 316                                                       |
| عدد السكان (نسمة)                                         | 81.29 مليون                                                                          | 465.29 ألف                                                |
| الكثافة السكانية (ن./كم²)                                 | 227.44                                                                               | 147.24 ألف                                                |
| العاصمة                                                   | بون، برلين                                                                           | فاليتا                                                    |
| اللغة الرسمية                                             | اللغة الألمانية                                                                      | اللغة المالطية، لغة إنجليزية                              |
| العملة                                                    | يورو، مارك ألماني                                                                    | يورو، ليرة مالطية                                         |
| الناتج المحلي الإجمالي (بليون دولار)                      | 3.68 تريليون                                                                         | 12.54 مليار                                               |
| الناتج المحلي الإجمالي (تعادل القوة الشرائية) بليون دولار | 3.92 تريليون                                                                         | 14.68 مليار                                               |
| الناتج المحلي الإجمالي الاسمي للفرد دولار أمريكي          | 41.31 ألف                                                                            | 22.60 ألف                                                 |
| الناتج المحلي الإجمالي للفرد دولار أمريكي                 | 46.40 ألف                                                                            |                                                           |
| مؤشر التنمية البشرية                                      | 0.926                                                                                | 0.839                                                     |
| رمز المكالمات الدولي                                      | +49                                                                                  | +356                                                      |
| رمز الإنترنت                                              | .de                                                                                  | .mt                                                       |
| المنطقة الزمنية                                           | توقيت وسط أوروبا، ت ع م+01:00، ت ع م+02:00، توقيت أوروبا الوسطى المعياري (ت غ م +1) ‏ | توقيت وسط أوروبا، ت ع م+01:00، ت ع م+02:00، أوروبا/مالطا ‏ |

## مدن متوأمة
في ما يلي قائمة باتفاقيات التوأمة بين مدن ألمانية ومالطية:
- ترتبط إشبورن مع جبار [الإنجليزية]‏ باتفاقية توأمة.
- ترتبط آدناو مع مليحة باتفاقية توأمة.
- ترتبط باد كوتستينغ مع مارساسكالا باتفاقية توأمة.

## منظمات دولية مشتركة
يشترك البلدان في عضوية مجموعة من المنظمات الدولية، منها:
| علم المنظمة | اسم المنظمة                               | تاريخ انضمام ألمانيا | تاريخ انضمام مالطا |
| ----------- | ----------------------------------------- | -------------------- | ------------------ |
|             | مؤسسة التمويل الدولية                     | 20 يوليو 1956        | 1 يونيو 2005       |
|             | مجموعة أستراليا                           | 1985                 | 2004               |
|             | يونسكو                                    | 11 يوليو 1951        | 10 فبراير 1965     |
|             | مجموعة الموردين النوويين                  | ?                    | ?                  |
|             | المركز الدولي لتسوية المنازعات الاستشارية | 18 مايو 1969         | 3 ديسمبر 2003      |
|             | وكالة ضمان الاستثمار متعدد الأطراف        | 12 أبريل 1988        | 12 سبتمبر 1990     |
|             | منظمة حظر الأسلحة الكيميائية              | 29 أبريل 1997        | ?                  |
|             | الاتحاد الدولي للاتصالات                  | 1866                 | 1965               |
|             | الأمم المتحدة                             | 18 سبتمبر 1973       | 1 ديسمبر 1964      |
|             | منظمة الشرطة الجنائية الدولية             | ?                    | ?                  |
|             | البنك الدولي للإنشاء والتعمير             | 14 أغسطس 1952        | 26 سبتمبر 1983     |
|             | منظمة الأمن والتعاون في أوروبا            | 25 يونيو 1973        | 25 يونيو 1973      |
|             | الفريق المعني برصد الأرض                  | ?                    | ?                  |
|             | الاتحاد البريدي العالمي                   | 1 يوليو 1875         | ?                  |
|             | منظمة التجارة العالمية                    | ?                    | ?                  |
|             | المنظمة الهيدروغرافية الدولية             | ?                    | ?                  |
|             | المنظمة الأوروبية لسلامة الملاحة الجوية   | 1960                 | 1989               |
|             | مجلس أوروبا                               | 13 يوليو 1950        | ?                  |
|             | الاتحاد الأوروبي                          | 25 مارس 1957         | 1 مايو 2004        |

## وصلات خارجية
- موقع وزارة الخارجية الألمانية
- موقع وزارة الخارجية المالطية